# Уайзман, Мак
Мак Уайзман (англ. Mac Wiseman, настоящее имя Малколм Б. Уайзман (англ. Malcolm Bell Wiseman); 23 мая 1925[…], Кримора, Виргиния — 24 февраля 2019, Нашвилл) — американский певец в стилях блюграсс и кантри, получивший прозвище «Голос сердца». Одна из культовых фигур блюграсса.

## Биография
Мак Уайзман родился 23 мая 1925 года в Криморе, Виргиния. В 1943 году он окончил среднюю школу в Нью-Хоупе, штат Виргиния, а затем учился в музыкальной консерватории Шенандоа в Дэйтоне. Карьера Уайзмана началась в 1960 году в качестве диск-жокея на радио в Харрисонберге, также в Виргинии.
Свою музыкальную карьеру он начал контрабасистом в группе кантри-певицы Молли О’Дэй. Когда Лестер Флатт и Эрл Скраггс покинули ансамбль Билла Монро, Уайзман стал гитаристом в их новой группе «Foggy Mountain Boys». Позже он играл и в группе Монро «Bluegrass Boys». После выступления на шоу «Louisiana Hayride» стал популярен как сольный исполнитель. Во время фолк-ривайвла в 1960-х годах Уайзман дал несколько успешных концертов в Карнеги-холл и Голливуде. Самыми известными песнями Мака Уайзмана являются: «The Ballad of Davy Crockett», «Jimmy Brown the Newsboy», «Your Best Friend and Me», «Johnny’s Cash and Charley’s Pride» и другие.
В конце 1950-х годов Уайзман стал одним из основателей и оригинальных членов правления Ассоциации музыки кантри. В 1986 году он также принимал участие в создании Международной ассоциации музыки блюграсс.
В 1993 году был введен в Зал славы блюграсса, а в 2014 — в Зал славы кантри.
Мак Уайзман умер от почечной недостаточности в Нашвилле 24 февраля 2019 года в возрасте 93 лет.

## Дискография

### Избранные альбомы
| Год  | Название                    | Лейбл            |
| 1957 | Tis Sweet To Be Remembered  | Dot Records      |
| 2014 | Songs From My Mother’s Hand | Wrinkled Records |
| 2017 | I Sang the Songs            | Mountain Fever   |

### Известные синглы
| Год  | Сингл                                                | Позиция в чартах | Позиция в чартах | Альбом                                  |
| Год  | Сингл                                                | US Country       | CAN Country      | Альбом                                  |
| ---- | ---------------------------------------------------- | ---------------- | ---------------- | --------------------------------------- |
| 1955 | «The Ballad of Davy Crockett»                        | 10               | —                | Выпущен в качестве сингла               |
| 1959 | «Jimmy Brown the Newsboy»                            | 5                | —                | Great Folk Ballads                      |
| 1969 | «Johnny’s Cash and Charley’s Pride»                  | 38               | 30               | Sings Johnny’s Cash and Charley’s Pride |
| 1979 | «My Blue Heaven» (совместно с Вуди Германом)         | 69               | —                | [ 5 ]                                   |
| 1979 | «Shackles and Chains» (совместно с братьями Осборн ) | 95               | —                | The Essential Bluegrass Album           |